# Folsomides cariocus
Folsomides cariocus is een springstaartensoort uit de familie van de Isotomidae. De wetenschappelijke naam van de soort werd voor het eerst geldig gepubliceerd in 2020 door Mendonça en Neves.